# Gyrinus minutus
Gyrinus minutus es una especie de escarabajo del género Gyrinus, familia Gyrinidae. Fue descrita científicamente por Fabricius en 1798.

## Distribución geográfica
Habita en América del Norte y Europa.